# Практопия
Практо́пия (термин введён Элвином Тоффлером) — литературный жанр, в котором, как и в утопии, описывается модель лучшего общества, но, в отличие от утопии, признаётся неидеальность данного общества.
Виктория Чаликова называет одним из творцов практопии, или «критической футурологии», Дэниела Белла. Преподаватель Белорусского госуниверситета Татьяна Юрьевна Асабина считает, что образ, заданный практопией Тоффлера, «вполне реализуем
и даже практически осуществлён»: 
Социокультурные изменения в практопии связаны с развитием техники и технологии, предполагающие новые решения социальных, культурных, философских и даже личных проблем выработкой конкретных практических рекомендаций. В новом обществе должны быть «новые люди» — просто гуманные, счастливые индивиды, испытывающие радость от своей работы, от общения друг с другом и близости к природе, свободно созидающие свой внутренний и внешний мир.
Также, в своей книге «Третья волна», Элвин Тоффлер пишет, что «в практопии есть место болезням, грязной политике и дурным манерам; она не статична, словно застывшая в нереальном совершенстве; в то же время она не воплощает в себе некий воображаемый идеал прошлого. Практопия не является воплощением концентрированного зла, что характерно для антиутопии; в ней нет безжалостной антидемократичности, милитаризма; она не обезличивает своих граждан, не нападает на соседей и не разрушает окружающую среду; практопия предлагает позитивную и даже революционную и, тем не менее, реалистичную альтернативу современной действительности. В определённом смысле общество постмодерна и представляет собой практопию, практопическое будущее». Он относит к практопиям такие фантастические произведения как «Убик» и «Снятся ли роботам электровцы?» Филипа Дика, а также «Калиф на час» Юрия Грекова.
Ирина Фролова относит практопии к «постнеклассическим утопиям» наряду с эупсихеей и утопией гендерного равенства.